# 瑪戈達·瓦薩尤瓦

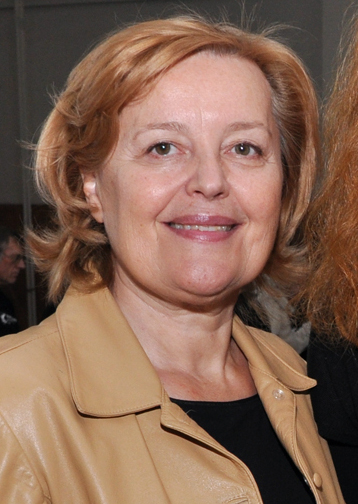
瑪戈達·瓦薩尤瓦

瑪戈達·瓦薩尤瓦（Magdaléna Vášáryová，斯洛伐克語發音：[ˈmaɡdaleːna ˈʋaːʂarjɔʋaː]，也稱為Magda Vášáryová，發音[ˈmaɡda -]，1948年8月26日—）是斯洛伐克女演員和外交官，其特色是自由主義的反民族主義立場。她在1971年在布拉迪斯拉發科美紐斯大學完成學業。後來在斯洛伐克的各個劇院演出，包括斯洛伐克國家劇院，也參與許多電影的演出。她曾擔任捷克斯洛伐克駐奧地利大使（1990年-1993年）及斯洛伐克駐波蘭大使（2000年至2005年）。 她曾是1999年斯洛伐克總統選舉的候選人之一，也是第一名參選斯洛伐克總統的女性，但在第二輪時沒有勝出。瓦薩尤瓦在2005年2月至2006年7月擔任斯洛伐克外交部秘書。她在2006年斯洛伐克議員選舉時，代表斯洛伐克民主與基督教聯盟－民主黨（SDKÚ-DS）參選，成為國民議會議員。
她在1980年和幽默作家、劇作家和演員米蘭·拉西卡結婚，米蘭·拉西卡後來因為心臟病在2021年7月18日過世。
在《蘇菲的抉擇》電影要選角時，一度有考慮選擇瓦薩尤瓦來飾演女主角蘇菲。
因為瓦薩尤瓦在打擊共產主義以及貪腐上的貢獻，她在2016年獲得布拉格國際合作協會所頒的Hanno R. Ellenbogen 公民獎。

## 電影和電視
- Senzi mama（1964年，電視） .... Eva
- Marketa Lazarová（1967年） .... Marketa Lazarová
- Zbehovia a pútnici（1968年） .... Dominika - Dominika
- Sladký čas Kalimagdory（1968年） .... Kalimagdora
- Kráľovská poľovačka（1969年） .... Marta za mlada
- Birds, Orphans and Fools（1969年） .... Marta
- Na kometě（1970年） .... Angelika
- Radúz a Mahulena（1970年，電視） .... Mahulena
- The Tricky Game of Love（1971年） .... Náušnice - služka
- Princ Bajaja（1971年） .... Slavěna
- Babička（1971年，電視） .... Hortensie
- And Give My Love to the Swallows（1972年） .... Maruška
- Skrytý prameň（1974年） .... Mária
- Deň slnovratu（1974年） .... Blanka
- Rusalka（1977年） .... Rusalka
- Krutá ľúbosť（1978年） .... 2. - Kristka
- Pustý dvor（1978年） .... Kristina
- Temné slunce（1980年） .... Kris
- Zkrocení zlého muže（1981年） .... Tereza
- Cutting It Short（1981年） .... Maryška
- The Night of the Emerald Moon（1984年） .... Slávka
- Tichá radosť（1985年） .... Soňa
- Lev s bílou hřívou（1986年） .... Calma Veselá
- Svět nic neví（1987年） .... Jiřina
- Južná pošta（1987年） .... Mária Jurkovičová
- Eugene Onegin（1988年） .... Tatyana

## 家庭
- 女演員艾米麗婭·瓦薩尤瓦（英语：Emília Vášáryová）的姊妹
- 作家和演員米蘭·拉西卡（英语：Milan Lasica）的妻子

## 外部連結
- Magda Vášáryová在互联网电影资料库（IMDb）上的資料（英文）
- Profile as a 2006 election candidate （页面存档备份，存于） （斯洛伐克語）
- 官方网站